# K9 Thunder
K9 Thunder — самохідна артилерійська установка калібру 155 мм виробництва Південної Кореї.

## Конструкція
К9 виконана за баштовою схемою. Екіпаж складається із 5 людей (командир, водій, навідник, 2 заряджаючі). Маса — 47 т. Довжина — 12 м, ширина — 3,4 м, висота — 2,7 м. 
Силова установка складається з двигуна MT881Ka-500 MTU Friedrichshafen потужністю 1000 кінських сил (750 кВт), ліцензованого Ssangyong Heavy Industries (тепер STX Engine) і трансмісії Allison Transmission X1100-5A3, ліцензованого Tongil Precision Machinery Industries. Максимальна швидкість — 67 кілометрів на годину
Основним озброєнням є 155-мм артилерійська гармата CN98 з довжиною ствола 52 калібра. Скорострільність — 6 пострілів на хвилину. Також К9 може зробити 3 постріли за 15 секунд. Машина може стріляти та бути готовою до стрільби через 30 секунд між зупинками або 60 секунд між маневрами. Снаряди, що подаються з машини постачання боєприпасів K10 , входять через двері позаду вежі й автоматично згортаються та завантажуються на стелаж. Коли визначено специфікацію стрільби, вибраний снаряд розміщується на підносі в центрі стелажа. Завантажувач тягне ручку лотка, і оболонка ковзає в носій. Далі носій переставляється на кут пострілу і передає снаряд на автомат заряджання, який негайно «закидає» снаряд у ствол.
Максимальна дальність стрільби становить до 18 км снарядами М107, до 30 км снарядами M549, до 41 км снарядами K307 і до 60 км снарядами К315.

## Варіанти

### AHS Krab
Польські самохідні артилерійські установки AHS Krab побудовані на шасі від K9 Thunder.

### Firtina
САУ Т-155 Firtina II є турецьким варіантом гаубиці K9 Thunder.
Оновлена машина в порівнянні з попереднім варіантом Т-155 Firtina отримала нову систему управління вогнем, що враховує більшу кількість параметрів, необхідних для підвищення точності стрільби. Для навідника та командира впроваджено тепловізійні та телевізійні прилади.
Встановлено кондиціонер, який підтримує постійну температуру для боєприпасів. Є повністю автоматична система перезаряджання з маніпулятором, що дає можливість робити до восьми пострілів за хвилину. В результаті кількість членів екіпажу скорочено з п'яти до чотирьох осіб.
Завдяки застосуванню нових активно-реактивних боєприпасів максимальна дальність стрільби перевищує 40 кілометрів.
Ще однією особливістю цієї самохідки є кулеметний бойовий модуль із дистанційним керуванням на даху башти. Після всіх доробок маса зросла до 48 тонн. Максимальна швидкість руху по шосе становить 60 км/год.

## Оператори
- Австралія Будує фабрику.
- Естонія: контракт на 36 одиниць до 2026 року.[5] Станом на грудень 2022 отримано 18 САУ.[6]
- Індія 100 на службі. У вересні 2022 зроблене замовлення на ще 100.
- Норвегія
- Південна Корея
- Польща
- Туреччина 280 T-155 Fırtına на службі.
- Фінляндія: 17 одиниць, станом на 2021 рік. Отримали місцеву назву фін. Moukari

Можливі
- Єгипет: на початку 2022 року підписано угоду з придбання та часткової локалізації виробництва САУ K9A1 та супутніми машинами. Закуплені для потреб ВМС Єгипту, перші машини мають надійти до 2025 року[7].

### Австралія
13 грудня 2021 року відбулась урочиста церемонія підписання угоди з постачання САУ К9 та заряджальних машин К10 сукупною вартістю $750 млн. При цьому були присутні президент Кореї Мун Чже Ін та прем'єр-міністр Австралії Скотт Моррісон. Підписання було присвячене 60-річчю встановлення дипломатичних відносин між країнами.
Згідно з угодою місцевий підрозділ корейської компанії — Hanwha Defense Australia, — виготовить 30 САУ AS9 Huntsman (місцева назва K9 Thunder) та 15 заряджальних машин AS10. Передачі відбуватимуться протягом 2025—2027 років.
Дана угода укладена в рамках проєкту Land 8116 phase 1 з переозброєння австралійської армії.

### Єгипет
Перші спроби оновити наявні артилерійські системи мали місце іще у 2009 році, проте вони були відкладені через політичну нестабільність під час протестів «Арабської весни».
У 2017 році єгипетські військові провели порівняльні випробування між французькою CAESAR, корейською K9 Thunder, російською «Коалиция-СВ», та китайською PLZ-45.
У фінальні етапи відбору вийшли Caesar та K9. Перемогу здобула пропозиція корейської компанії Hanwha Defense.
1 лютого 2022 року Республіка Корея та Єгипет підписали угоду на суму у 1,65 млрд доларів США. Угода включає виробництво K9 в Єгипті та передачу технологій. У DAPA не уточнили інші деталі, зокрема, коли та скільки гаубиць K9 буде поставлено до Єгипту. Відомо лише, що установча партія буде виготовлена в Кореї та передана замовнику до 2025 року. Решта буде виготовлена на «Заводі 200» міністерства оборони Єгипту. В угоду також включено різні програми підтримки, навчання, організації технічних баз тощо.
Таким чином Єгипет стане восьмою іноземною країною, яка замовила САУ K9.
При чому замовлена Єгиптом модифікація K9A1 EGY — «морська», призначена для використання військо-морськими силами Єгипту для «заборони доступу», під час випробувань 2017 року була перевірена здатність точно вражати цілі на поверхні моря.
Також для потреб єгипетських військових буде створена машина управління вогнем артилерії K11. Вона матиме таке саме шасі, як і K9, але буде обладнана низкою високотехнологічних сенсорів та сучасними системами зв'язку. Ці машини відповідатимуть потребами сухопутних військ та ВМС Єгипту.

### Польща

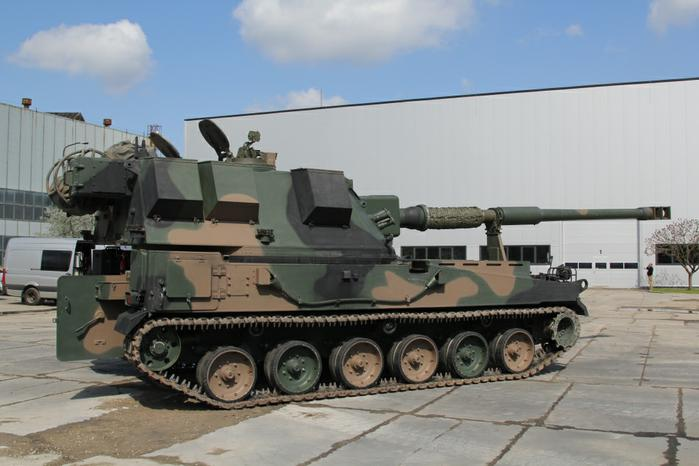
САУ «Краб» на шасі від K9 Thunder.

17 грудня 2014 року між Samsung Techwin та Huta Stalowa Wola було укладено угоду про постачання шасі від K9 Thunder для використання в польських САУ AHS Krab. Загальна вартість угоди дорівнювала $310 млн за 120 одиниць шасі включно з передачею технологій та рушійних установок. Протягом 2015—2022 років мало бути виготовлено 24 одиниці шасі в Кореї та 96 виготовлено за ліцензією в Польщі.
Перше виготовлене шасі було представлено 26 червня 2015, решта партії була виготовлена та відправлена до жовтня 2016 року.
HSW мала розпочати виробництво шасі K9 для AHS Krab з 2017 року.
27 липня 2022 року була підписана рамкова угода на придбання 1000 танків K2 Black Panther, 672 одиниць гаубиць К9, а також 3 ескадрильї літаків FA-50. При чому ліцензійне виробництво K9 відбуватиметься водночас з виробництвом AHS Krab.
19 жовтня 2022 року на заводі компанії Hanwha Defense у Чангвоні було представлено перші виготовлені 24 самохідні гаубиці K9A1 Thunder та 10 перших танків K2 Black Panther із замовлених Польщею. Одразу після того техніка попрямувала до Польщі.

### Фінляндія

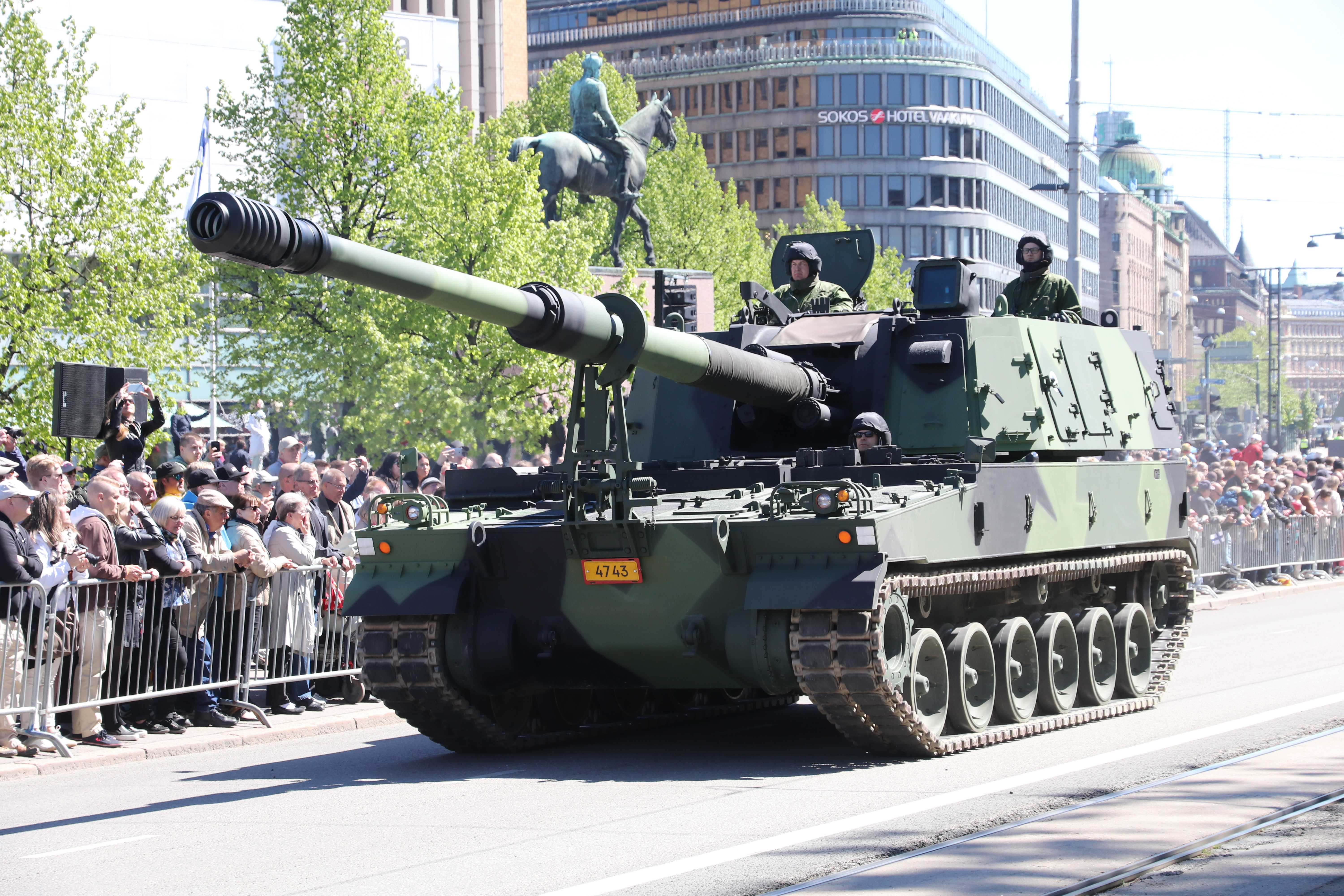
K9 Thunder на військовому параді з нагоди Дня прапора збройних сил Фінляндії, 2017 рік

В лютому 2017 року було укладено контракт з південнокорейським державним зовнішньоторговельним об'єднанням KOTRA на придбання 48 самохідних гаубиць К9 із наявності армії Південної Кореї на суму €146 млн. Контракт включав опціон на можливість придбання додаткової кількості гаубиць К9. Вартість закупівлі 10 опційних гармат складе €30 млн.
В жовтні 2021 року Міноборони Фінляндії затвердило закупівлю у Республіки Корея у 2021 році п'яти додаткових 155-мм самохідних гаубиць фін. Moukari (К9 Thunder) в рамках опціону на придбання 10 гаубиць до контракту 2017 року.
Гаубиці К9 (що отримали фінську назву Moukari) повинні замінити в складі артилерії Фінляндії застарілі радянські 122-мм самохідні гаубиці 2С1 «Гвоздика» (фінське позначення 122 PSH 74), які були в кількості 79 одиниць.
Перша партія з чотирьох закуплених САУ К9 надійшла до Фінляндії у лютому 2018 року, першу боєготову батарею цих систем було сформовано до кінця 2020 року у складі бронетанкової бригади фінської армії.
В листопаді 2022 року Фінський уряд вирішив придбати у Південної Кореї 38 вживаних САУ K9 разом з додатковим обладнанням та запасними частинами на суму €134 млн.